# الكنيسة السريانية الأرثوذكسية
الكنيسة السريانية الأرثوذكسية (السريانية الكلاسيكية: ܥܺܕܬܳܐ ܣܽܘܪܝܳܝܬܳܐ ܬܪܺܝܨܰܬ݂ ܫܽܘܒܚܳܐ، رومنة: ʿIto Sūryoyto Trīṣath Shubḥo)، هي كنيسة أنطاكيّة أرثوذكسية مشرقية، ويقع مقرها في كاتدرائية مارجرجس بباب توما في دمشق.
تتمركز في منطقة الشرق الأوسط وينتشر أفرادها في مختلف بقاع العالم خصوصًا الهند، وهي تعتبر كنيسة مستقلة مرتبطة بباقي الكنائس الأرثوذكسية بوحدة الإيمان والأسرار والتقليد الكنسي. تمتد ولاية البطريركية الأنطاكية إلى سوريا ولبنان والعراق والكويت وتركيا والهند وإيران والجزيرة العربية وأوروبا وأمريكا الشمالية وأمريكا الجنوبية والوسطى وأستراليا ونيوزيلندا.
يطلق على هذه الكنيسة تسميات أخرى كالمونوفيزية واليعقوبية نسبة ليعقوب البرادعي، ولكن الكنيسة السريانية اليوم ترفض تلك التسميات. لغة الكنيسة الرسمية هي السريانية وتستخدم الكتابة السريانية في مخطوطاتها الدينية. تتشارك هذه الكنيسة في عقيدتها مع كل من الكنيسة القبطية الأرثوذكسية والكنيسة الأرمنية الأرثوذكسية والكنيسة الإثيوبية والكنيسة الإريترية. ترجع جذور هذه الكنيسة إلى بدايات المسيحية وتعتبر الكنيسة نفسها إحدى أقدم الكنائس وإن تسمية أو مصطلح مسيحي أطلقت لأول مرة على تلاميذ المسيح في هذه الكنيسة في أنطاكية السورية.
بعد مجمع خلقيدونية (عام 451 م)، حدث خلاف حول تعريف الكنيسة ل «طبيعة المسيح»، فنتج عن ذلك انشقاق جماعة تحت اسم «أرثوذوكسية مشرقية» عن السلطة الكنسية، وكانت الأرثوذكسية المشرقية تضم عدة كنائس طقسية، بما فيها الكنيسة الأنطاكية السريانية الأرثوذكسية. ومرة أخرى في التاريخ الكنسي، ولأسباب وتطورات سياسية نتجت عن انقسام الإمبراطورية الرومانية إلى الإمبراطورية الرومانية الشرقية والإمبراطورية الرومانية الغربية، انقسمت الكنيسة المسيحية مجدداً إلى كنيسة شرقية وكنيسة غربية، وتمركزت الغربية في روما وحدثت انشقاقات فيها لاحقا بظهور حركة البروتستانتية. بينما تمحورت الكنيسة الشرقية حول الإمبراطورية البيزنطية الشرقية وعاصمتها القسطنطينية، تُقسم الكنيسة الشرقية اليوم إلى العديد من الكنائس منها:
- أرثوذكسية مشرقية (أصحاب مصطلح الطبيعة الواحدة) مثل الكنيسة القبطية وكنيسة أنطاكية (الكنيسة السريانية الأرثوذكسية) والكنيسة الأرمنية والكنيسة الأثيوبية
- أرثوذكسية شرقية مثل كنيسة اليونان وقبرص وكنيسة روسيا ومعظم كنائس أوروبا الشرقية وكنيسة سيناء وغيرها.
- كنيسة المشرق (سموا كذلك بالنسطورية) وهم أصحاب مصطلح الطبيعة المنفصلة للمسيح وعرفت لاحقًا بكنيسة المشرق الآشورية أو السريان المشارقة والتي منها انشقت الكنيسة الكلدانية الكاثوليكية وغيرها وتقسم اليوم إلى كنيسة المشرق الآشورية وكنيسة المشرق القديمة.[6]

اضطرّ بطاركة الكنيسة نتيجة الاضطرابات وأحداث العنف التي حدثت أثناء تلك الفترة التاريخية إلى الخروج من مركزهم في أنطاكية في عام 518 م واستقروا في دير الزعفران شمال الجزيرة السورية الواقعة في ماردين بتركيا، وفي فترة الحرب العالمية الأولى انتقلت الكنيسة إلى حمص في سوريا وأخيراً إلى دمشق في عام 1957 وهو مقرها الدائم. تفرع عن السريان الأرثوذكس في أواسط القرن 17 السريان الكاثوليك الذين اتبعوا مذهب الكثلكة، وبهذا يصبح مصطلح الكنيسة السريانية اليوم بنظر السريان يشمل سبع كنائس وهي: كنيسة أنطاكية السريانية الأرثوذكسية وكنيسة المشرق الآشورية والكلدان وكنيسة أنطاكية للروم الأرثوذكس والكنيسة المارونية وكنيسة الروم الملكيين الكاثوليك والسريان الكاثوليك.

## جذور مصطلح السريانية
السريان الأرثوذكس هم طائفة مسيحية شرقية تُرجِع جذورها - بحسب تقليدها الكنسي - إلى رسل المسيح الأوائل، فسلسلة بطاركة هذه الطائفة تبدأ من القديس بطرس كبير تلامذة المسيح، واسم السريان بالنسبة لمؤرخي الكنيسة السريانية يشمل بمعنى أوسع معظم المسيحيين في بلاد الشام وبلاد الرافدين بغض النظر عن عقائدهم المذهبية، الروم الأرثوذكس[ ؟ ] مثلا يسمون أيضًا بالسريان الملكيين وذلك لأنهم تأثروا بأتباع مذهب الملك البيزنطي مارقيان عقب مجمع خلقيدونية عام 451 م، وكذلك الموارنة الكاثوليك تسمى كنيستهم بالكنيسة السريانية المارونية وكذلك الكلدان الكاثوليك وهكذا بالنسبة لبقية كنائس المنطقة عدا كنيستي الارمن الأرثوذكس والأرمن الكاثوليك فهم أرمن، فالسريان (آراميو اللغة) أو السوريون هم سكان البلاد وأحفاد بناة حضارات سوريا وبلاد الرافدين (الهلال الخصيب) المتعاقبة قبل الفتوحات الإسلامية، وقد تحول بعض السريان أو السوريين إلى الإسلام بعد الفتح، فورثوا حضاراتهم القديمة قبل الإسلام بالإضافة إلي الحضارة الإسلامية التي شاركوا فيها.
السريان سميوا بهذا الاسم نسبة إلى سوريا وطنهم التاريخي Syria - Syrian فباللغة السريانية يطلق على الشخص السرياني ܣܘܪܝܝܐ سوريايا/سوريويو أي سوري، أما العرب فقد استخدموا ذات اللفظة التي استعملها البيزنطيين للدلالة على الشعب القاطن بسوريا وهي سريان[ ؟ ] (باليونانية: Συρίαη) ولا زالوا يستعملونها حتى اليوم.
يتفق أغلب الأكاديميين أن لفظتي سرياني أو سريان (ܣܘܪܝܐ وهي نفسها سوري) اطلقها الإغريق القدماء على سكان الإمبراطورية الآشورية الحديثة إذ أسقطوا الألف في آشور (Ασσυρία، آسيريا) لتصبح سوريا (Συρία، سيريا) وقد استعملها هيرودتوس لأول مرة للإشارة إلى الأجزاء الغربية من الإمبراطورية الآشورية ثم امتدت لاحقا لتشمل جميع المناطق المكونة لآشور بأعالي بلاد ما بين النهرين. كان عالم الساميات الألماني ثيودور نولدكه (Theodor Nöldeke) أول من أشار إلى رجوع السريان إلى الآشوريين سنة 1881 حيث استشهد كذلك بأعمال جون سيلدون (John Selden) سنة 1617 تم إثبات هذه النظرية بشكل قاطع بعد اكتشاف نقوش جينكوي الثنائية اللغة والتي ترجمت «آشور» بالفينيقية إلى «سوريا» باللوية[ ؟ ].
استنادا إلى كتابات المؤرخ البير أبونا والمستندة بدورها على تفسير ايليا (974 - 1046) مطران نصيبين النسطوري هناك شبه إجماع على أن السريان هو اسم الدينية[ ؟ ]ي للكنيسة الأنطاكية التي تكونت من السوريين وليس مدلول سياسي أو قومي ولم يكن يوما الاسم السرياني يشير إلى أمة بل إلى الديانة المسيحية. كما أشار المطران لويس ساكو أستاذ الالدينية[ ؟ ] في جامعة بغداد والحاصل على دكتوراة في التاريخ المسيحي القديم، أن مصطلح «السريان» و«السريانية» أطلق منذ القرنين الثاني والثالث الميلاديّ على الآراميين وعلى الآرامية، أي على اللغة والثقافة التي سادت المنطقة في سوريا، بينما بقي الاسم الآرامي القديم غير مستحبّ ومرتبطاً بالوثنية. وبالتالي، يحسب السريان أنفسهم ورثة الآراميين مباشرة. بينما يعتبر البعض كالتنظيم الآرامي الديمقراطي أن «السريان أقلية قومية تعيش في بلدان الشرق الأوسط، وخاصة في سوريا وتركيا ولبنان والعراق والأردن، دون أن يُعطى لها الحق في ممارسة وجودها القومي ودون أن تعترف دول العالم بحقوقها» بينما يعتبر حزب شورايا أو سورايا أنه قوميا وسياسيا السريان هم الآشوريون وأتباع الكنيسة السريانية هم من أبناء الشعب الآشوري.
كان للسريان دور كبير في النهضة الفكرية والعلمية الإسلامية حيث اشتهر الكتاب السريان بدقتهم في الترجمة وخاصة ترجمة فلسفة أرسطو وأفلاطون وكانت لهذه الترجمات أثر كبير في بدايات الفلسفة الإسلامية حيث بدأ وتحديدا في عصر المأمون العصر الذهبي للترجمة ونقل العلوم الإغريقية والهلنستية إلى العربية مما مهد لانتشار الفكر الفلسفي اليوناني بشكل كبير وكانت المدرسة الفلسفية الأكثر شيوعا خلال العصر الهلنستي هي المدرسة الإفلاطونية المحدثة Neoplatonism.
ويشار إلى وجود جالية كبيرة في الهند تتبع هذه الكنيسة منذ القرون الأولى للمسيحية تتبعها عقائديا وروحيا إلا أنها تحتفظ باستقلالها الإداري إلى حد كبير.

## تأسيس الكنيسة الأنطاكية

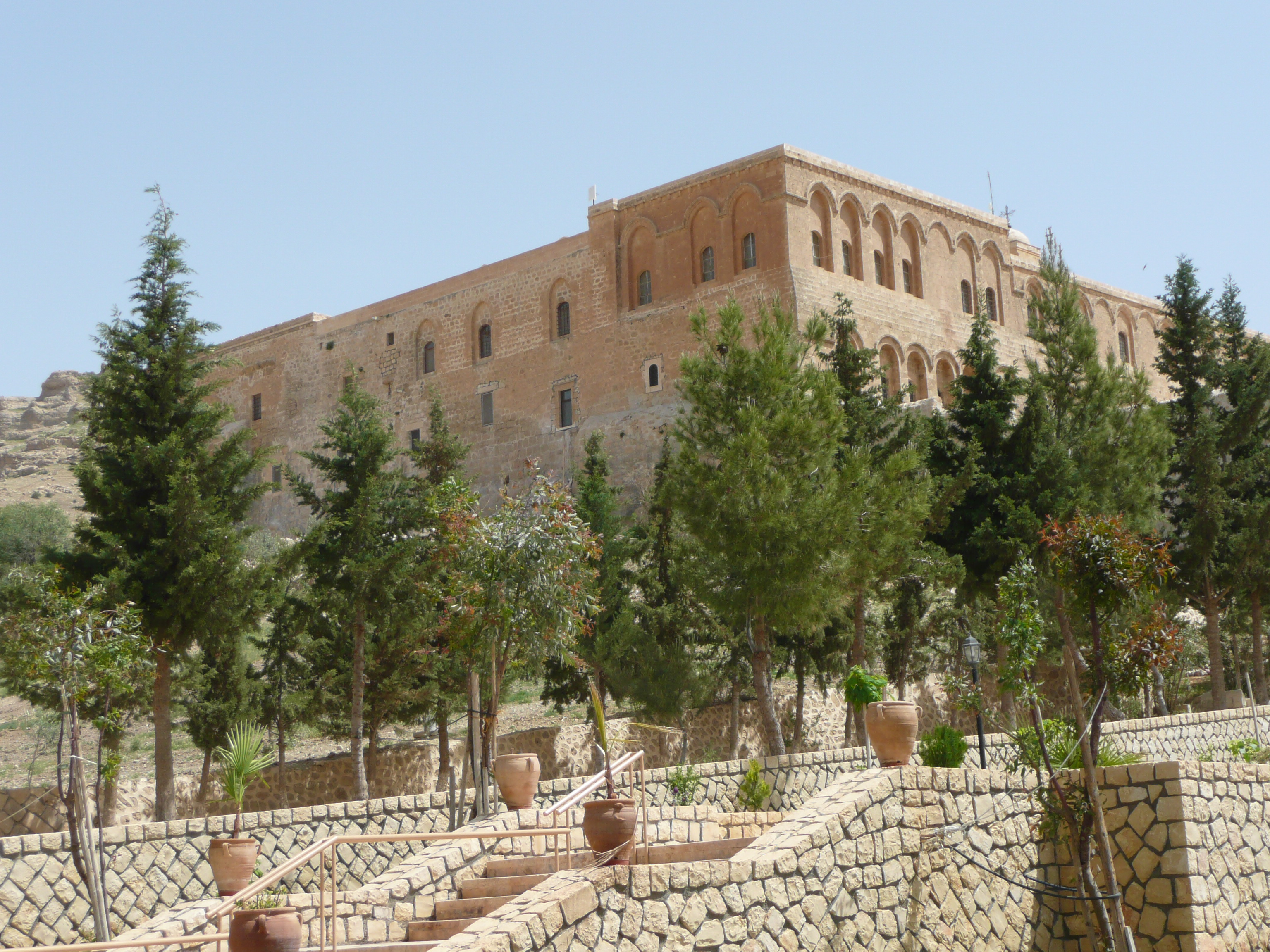
صور من دير الزعفران، ماردين، تركيا

كانت مدينة أنطاكية أثناء حكم الإمبراطورية الرومانية عاصمة سوريا وإحدى عواصم الإمبراطورية الثلاث إضافة إلى روما والإسكندرية، أعطتها هذه المكانة الأفضلية لتكون عاصمة المسيحية في سوريا والشرق وآسيا فكان أسقفها هو الأب العام أو البطريرك العام للمشرق أي أن سلطانه الروحي شمل جميع المسيحيين في تلك البقعة الجغرافية الواسعة على اختلاف قومياتهم وأجناسهم ولغاتهم، دخلت المسيحية أنطاكية على يد أتباع المسيح الذين وصلوا إليها بعد أن تشتتوا في كل مكان بسبب الاضطهاد الذي أثاره عليهم اليهود حوالي سنة 34 م، وزارها لاحقا الرسول بولس الذي انطلق من دمشق ومكث فيها سنة كاملة يعظ ويبشر بالدين الجديد ثم جاء إليها أيضا بطرس الرسول حيث يعتقد أنه أسس كرسيه الرسولي فيها سنة 37 م، وفي هذه المدينة أطلق اسم مسيحيين على أتباع المسيح للمرة الأولى، وفي القرن الخامس سيحصل الانشقاق في جسم الكنيسة إلا أن قادة الكنائس السورية سيحافظون على لقب بطريرك أنطاكية[ ؟ ]، الخلفاء الشرعيين لبطرس الرسول في قيادة الكنيسة، ومنهم بطاركة السريان الأرثوذكس ولقب البطريرك الرسمي في هذه الكنيسة هو بطريرك أنطاكية وسائر المشرق للسريان الأرثوذكس.
عندما انقسمت بلاد الرافدين إلى قسمين، بين الدولتين الفارسية والرومانية تعرض السريان إلى ضغوطات سياسية وفكرية وبعد أن أصبحت المسيحية دين الدولة الرومانية وظهرت إلى السطح أفكار نسطور والمتعلقة بالعذراء مريم بأنها ليست والدة الإله فقام الإمبراطور الروماني بطرد نسطور وملاحقة وتعذيب أتباعه حتى اضطر أغلبهم للهروب من سوريا إلى فارس، الدولة المعادية للرومان واستمر هذا الحال حتى قدوم الإسلام في بداية القرن السابع الميلادي فعقدوا اتفاقات سلام مع الخلفاء الراشدين وبالأخص عمر بن الخطاب وحرروا عقوداً بينهم وبين السلطات الدينية للكنيسة السريانية الأرثوذكسية والنسطورية يتعهد العرب المسلمون بموجبها بحماية ديار السريانية الأرثوذكسية والنسطورية والسماح لهم بممارسة حقوقهم الدينية والثقافية وبناء دور العبادة وإعطائهم حريتهم الاجتماعية لقاء دفع جزية سنوية معينة.
أثناء الحملات الصليبية أبيد عشرات الآلاف من السريان وتم تدمير القرى السريانية كما عانى السريان من مذابح كبرى منذ بداية الحكم العثماني وحتى بداية الحرب العالمية الأولى، وكان أعنفها وأقساها مذابح سيفو حيث ذهب خلالها أكثر من 300.000 قتيل بحسب الوثيقة التي وجهتها اللجنة الوطنية الآشورية لعصبة الأمم عام 1919. كانت أنطاكية[ ؟ ] مقر الكرسي السرياني الأنطاكي حتى سنة 518 م، وبسبب الاضطهادات التي عانت منها هذه الكنيسة نقل مقر رئاستها إلى أديرة أعالي بلاد ما بين النهرين واستقر في دير الزعفران في القرن الثالث عشر قرب ماردين شمال شرق سوريا وبقي هناك حتى عام 1933 م، حيث انتقل إلى مدينة حمص السورية وأخيرا انتهى به المطاف في دمشق العاصمة السورية عام 1959.

## الكنيسة عقب مجمع خلقيدونية
ظهرت في المسيحية خلال عصورها الأولى آراء متباينة في العقيدة المسيحية فذهب البعض إلى أن الرب واحد في جوهره مثلث الأقانيم (الأب والابن والروح القدس إله واحد) وذهب البعض الآخر إلى أن إنكار لاهوت المسيح وأنه لم يكن إلهاً بل هو مجرد إنسان مخلوق وتم إطلاق مصطلح الهرطقة على كل ما اعتبره الأكثرية خروجا عن ما اعتبرته "تفاسير وتأويلات غير صحيحة لمفهوم آيات الكتاب المقدس فكانت تُعقد بين الحين والآخر اجتماعاتٌ تُعرف باسم المجامع لبحث هذه الهرطقات وإصدار الحكم بصددها.
عقد في عام 449 المجمع الرابع أو ماسمي مجمع أفسس الثاني الذي تم رفض قراراته من قِبل بابا روما ودعا الإمبراطور مارقيان والإمبراطورة بلخريا لانعقاد هذا المجمع بناء على طلب أسقف روما فتم عقد مجمع خلقيدونية في مدينة خلقدون سنة 451 وحضره 330 أسقفاً (في رواية) و600 أسقف في رواية أخرى. يُعتبر المجمع الرابع ومجمع خلقدونية من أكثر المجامع المثيرة للجدل فقد ذهب البعض إلى أن أوطاخي قد "دلّس به وخدع آباء المجمع الذين أقرّوا بأرثوذكسيته، وهذه الكنائس هي التي رفضت لاحقاً مجمع خلقيدونية وإن كان آباؤها قد قاموا في ذلك المجمع (خلقيدونية) بالحكم بهرطقة أوطاخي وحرموه، أما الكنائس التي اعترفت بخلقيدونية فتطلق على مجمع إفسس الثاني وترفض كامل نتائجه وتعدّ مجمع خلقيدونية المجمع المسكوني الرابع. وقد أدى نتائج مجمع خلقيدونية إلى انفصال تدريجي لكنائس مصر والحبشة وأرمينيا.
بعد انقضاء مجمع خلقيدونية أثار الأباطرة البيزنطيون اضهادات عنيفة ضد كل من رفض صورة إيمان ذلك المجمع وكأنه يرفض الخضوع للإمبراطور نفسه إذا ما رفضها وتلك الصورة تقول أن للمسيح طبيعتين إلهية وإنسانية، بلا اختلاط ولا تغيير، وبلا انقسام ولا انفصال. وصورة الإيمان هذه تشبه في جوهرها إيمان رافضي مجمع خلقيدونية من السريان الأرثوذكس وغيرهم ولكن مسألة الخلاف بالدرجة الأولى كانت مسألة صيغة، إذ إنّ اللاخلقيدونييّن يكتفون بعبارة «طبيعة» كما استعملها كيرلس الأول (القرن الخامس)، ويرفضون الصيغة الخلقيدونيّة (طبيعتان). ولكن كما ذكرنا سابقا كانت كل تلك التهم والاختلافات اللاهوتية غطاء لفرض سيطرة المحتل البيزنطي، والذي أذاق أبناء الكنيسة السريانية الأرثوذكسية صنوف التعذيب الذي طال حتى كبار رجال الدين عندهم فقُتِل البعض ونُفِيَ البعض الآخر وتشرَّد الكثيرون منهم في كل مكان ولم يبقَ لتلك الكنيسة عام 544م سوى ثلاثة مطارنة (أساقفة).
وفي هذه الفترة العصيبة من تاريخ تلك الكنيسة ظهر يعقوب البرادعي، حيث توجه إلى القسطنطينية للقاء الملكة ثيودورة والتي كانت تتعاطف مع اللاخلقيدونين في ظروفهم القاسية التي كانوا يعيشونها، والملكة السورية ثيودورة ذات أصول سريانية من مدينة منبج في سوريا، وبرعاية الملكة ثيودورة رسم يعقوب البرادعي مطرانًا عامًا للسريان على يد ثيودوسيوس بطريرك الإسكندرية الذي كان منفيًّا في القسطنطينية، وابتدأ البرادعي بعد نيله لصفة شرعية بإحياء الكنيسة السريانية الأرثوذكسية وأقام لها من جديد عشرات المطارنة ومئات الكهنة والشمامسة، وتوفي عام 578م، وتمكنت كنيسة السريان في تلك الفترة من الصمود أمام عواصف الاضطهادات بفضله لذلك أطلق البيزنطيون في مجمعهم السابع في القرن الثامن اسم اليعاقبة على السريان الأرثوذكس نسبة إلى يعقوب البرادعي، وغايتهم من هذا إثبات أن البرادعي هو موجد هذه الكنيسة، بينما يرفض أتباع الكنيسة السريانية الأرثوذكسية هذه التسمية بشكل قاطع وحجتهم بهذا أنهم لا ينتمون لأي أب من آباء الكنيسة بل للمسيح ولأن تاريخهم بدأ مع تأسيس بطرس الرسول لكرسي أنطاكية فكان بحسب اعتقادهم أول بطاركتهم، كما ترفض هذه الكنيسة أيضا باقي التسميات الغريبة التي نعتت بها كالموتوفيزيقية والأوطاخية لأنَّ هاتين البدعتين تخالفان إيمانها وهي تنبذ أوطاخي وتعتبره من الهراطقة. كان أوطاخي والذي سمي تيار الموتوفيزيقية نسبة إليه رئيس أحد الأديرة قرب القسطنطينية وكان من المعارضين لفكرة نسطور وكان من الداعين إلى «طبيعة واحدة إلهية في المسيح استحالت إليها الطبيعة البشرية فاختلطتا وامتزجتا حتى تبلبلت خواصهما».
بسبب الاختلاف على طبيعة المسيح انقسمت الكنيسة المسيحية الموحدة إلى كنيسة شرقية وكنيسة غربية، فالشرق يقول بطبيعة واحدة والغرب يقول بطبيعتين كاملتين إلهية وإنسانية وكنيسة أنطاكية (الكنيسة السريانية الأرثوذكسية) بدورها تأثرت بهذا الانشقاق فراح قسم مع الشرق هم السريان الأرثوذكس وقسم مع الغرب هم الموارنة نسبة إلى رهبان دير مار مارون في أفاميا زعماء الاتجاه الخلقيدوني العقيدة.

## إيمان الكنيسة
تعترف الكنيسة السريانية الأرثوذكسية بالمجامع المسكونية الثلاثة: مجمع نيقية 325 م، ومجمع القسطنطينية 381 م، ومجمع أفسس 431 م، وتقرُّ بكل ما أقرََّه الآباء الذين عقدوا تلك المجامع، وتعتبر مجمع أفسس هو المجمع المسكوني الأخير، أي أنَّها لا تعترف بشرعية المجامع اللاحقة ولا سيَّما مجمع خلقيدونية 451 م، والذي اتهمت بعده بالهرطقة المونوفيزية والابتداع في الإيمان وكان ذلك لأغراض سياسية صرفة، فالدولة البيزنطية أرادت فرض سلطتها الزمنية والروحية على السوريين والأقباط، وهذا ما رفضه وبشدة القسم الأكبر من الشعبين مما أدَّى إلى انقسام الكنيسة في القرن الخامس للميلاد، وكافحت الكنيسة السريانية الأرثوذكسية على مرِّ السنين للحفاظ على صورة معتقدها القائل بأنَّ المسيحَ كامِلٌ في لاهوته، وكامِلٌ في ناسوته، وأنَّ هاتين الطبيعتين مُتَّحِدَتان في طبيعة واحدة هي "طبيعة تَجَسُّد الكلمة"، فالسريان الأرثوذكس إذن، يؤمنون بطبيعتين: "لاهوتية" و"ناسوتية"، وهما مُتَّحِدَتان بغير اختلاطٍ ولا امتزاجٍ، ولا تغيير"، وهاتان الطبيعتان "لم يَفْتَرِقا لحظة واحدة ولا طرفة عين". وتتشارك هذه الكنيسة عقيدتها مع كل من الكنيسة القبطية الأرثوذكسية والكنيسة الأرمنية الأرثوذكسية والكنيسة الأثيوبية، وهذه الكنائس تسمى الكنائس الأرثوذكسية المشرقية أو الكنائس اللاخلقيدونية.

## لغة الكنيسة السريانية

صلاة الأبانا التي علمها المسيح لأتباعه مكتوبة باللغة الآرامية اللغة التي تليت بها للمرة الأولى

في فجر المسيحية كانت اللغة السريانية (الآرامية) واسعة الانتشار في المشرق القديم بل كانت لغة دولية قبل مجيء المسيح بمئات السنين تستعمل كالإنجليزية في أيامنا هذه للمعاملات الدبلوماسية بين الملوك وكلغة عملية بين التجار وفي مجالات أخرى، وكانت لغة سوريا الداخلية ويتكلمها أبناء أنطاكية[ ؟ ] إضافة للغة اليونانية (فقد كانت أنطاكية[ ؟ ] مدينة هيلينستية). وأيضا كانت اللغة التي يتكلمها اليهود حيث حلت محل لغتهم العبرية التي نسوها تدريجيا أثناء فترة سبيهم إلى بابل في القرن الخامس قبل الميلاد، واقتصر استعمالهم للعبرية فقط في الصلاة وفي قراءة كتبهم المقدسة، ومن المعروف أن المسيح تكلم الآرامية، فقد كانت اللغة الدارجة الاستعمال في الحياة اليومية بين اليهود.
كذلك استعملها السريان كلغة طقسية في الكنيسة منذ بداية المسيحية، كما كتب بها آباء الكنيسة السريانية مؤلفاتهم العلمية والدينية كما قاموا بنقل الكتاب المقدس إلى السريانية بعدة ترجمات أهمها البشيطتا (البسيطة)، وأيضا قاموا بترجمته للغات عديدة كالعربية والفارسية والماليالامة لغة جنوبي الهند، ولا يزال أبناء هذه الكنيسة في كل مكان يقيمون طقوس صلواتهم باللغة السريانية إلى جانب لغاتهم المحلية الوطنية.
هناك تشابه بين العربية والسريانية ومنها على سبيل المثال:
- ܐܒܐ آبو بالسريانيه = أب بالعربية
- ܐܬܪܚܡ أتراحام بالسريانية = يترحم بالعربية
- ܙܪܥܬܐ زروعتو بالسريانية = زراعة بالعربية

كما أثرت اللغة السريانية بشكل كبير في اللغة العربية.

## حاضر الكنيسة
عانت الكنيسة في تاريخها الطويل الكثير من المتغيرات السياسية وكان لبعضها تأثيرات عميقة على أتباعها حتى أن بطريركها السابق إغناطيوس يعقوب الثالث في إحدى مؤلفاته اعتبر وجودها واستمرارها حتى اليوم معجزة؛ حدث أخطر تلك التحديات خلال الحرب العالمية الأولى حين قُتِلَ من السريان قرابة النصف مليون بحسب بعض المصادر السريانية، وذلك على يد الأتراك العثمانيين والميليشيات الكردية في عدَّة أنحاء بجنوب شرق الأناضول، وخاصة منطقة طور عبدين في جنوب تركيا في المذابح المعروفة بسيفو، تزامنت تلك المذابح مع مذابح الأرمن. قدم المؤرخون آراء عديدة لتحديد أسباب تلك المذابح ولكن الأرثوذكس يدَّعون أن الهدفَ الرئيسيَّ كان القضاء على الكفّار من غير المسلمين واعتبارهم بحكم الهوية الدينية عملاء للدول الغربية، مع العلم بأنَّ السريان كانوا يعيشون عيشة القرويين البسطاء ولم تتمكن أي دولة غربية من فرض الوصاية عليهم فهم يعتبرون أنفسهم كنيسة مستقلة إداريًّا خاضعة لسلطة بطريركها الأنطاكي الشرعي، أما البعض الآخر فيدَّعون تعاون بعض الأرثوذكس مع الامبراطورية الروسية في الحرب العالمية الأولى. وتذكر بعض المراجع أنَّ العرب احتضنوا المسيحيين الهاربين من قراهم وقدَّموا لهم المأوى والمساعدة اللازمة لحين انتهاء الحرب.

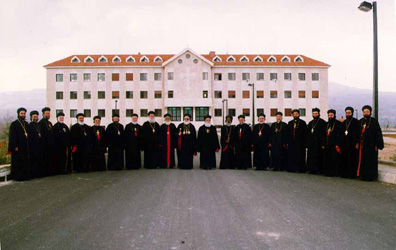
دير مار أفرام السرياني في معرة صيدنايا بالقرب من دمشق، وهو أيضا معهد لاهوتي لتخريج الرهبان والكهنة، وفي الصورة أيضا البطريرك إغناطيوس زكا الأول عيواص مع عدد من المطارنة السريان.

يبلغ عدد أبناء الكنيسة السريانية الأرثوذكسية اليوم أكثر من مليوني نسمة معظمهم هم من سكان الهند الذين ظلوا متمسكين بالبطريركية السريانية منذ دخولهم في المسيحية في القرون الميلادية الأولى، كما ينتشر السريان، حالهم حال غيرهم من مسيحيي الشرق، في بلاد الاغتراب إضافة إلى بقاء قسم منهم في أرض الوطن في الشام[ ؟ ] والعراق وجنوب تركيا.
وفي الكنيسة اليوم أكثر من أربعين أبرشية ويرأس كلا من هذه الأبرشيات مطران يدير أمورها الروحية والاجتماعية، وكان لهذه الكنيسة فيما مضى مئات الأديرة العامرة بقي منها اليوم عددٌ قليلٌ، أشهرها دير مار متي قرب الموصل في العراق ودير مار كبرئيل في طور عبدين جنوب تركيا ودير الزعفران خارج ماردين في تركيا أيضاً وأخيراً دير مار مرقس في القدس والذي يعتقد أنَّ فيه أقام المسيح عشاءه الأخير، ويوجد للكنيسة معاهد لاهوتية عدة أهمها معهد مار افرام اللاهوتي في دمشق - معرة صيدنايا الذي دشنه البطريرك مار إغناطيوس زكا الأول عيواص عام 1996 م، وتقوم هذه المعاهد بإمداد الكنيسة بالخدام والكهنة والرهبان والراهبات.
الكنيسة السريانية الأرثوذكسية هي عضو مؤسس في مجلس كنائس الشرق الأوسط، وقد انضمت إلى مجلس الكنائس العالمي عام 1960 م وتشترك باستمرار في الحوارات اللاهوتية على كل المستويات، ونجح بطاركتها في القرن العشرين في إقامة أسس علاقات طيبة وأخوية مع باقي الكنائس المسيحية الأخرى الشرقية منها والغربية، كما أنها تلعب دورا هاما في الحوار المسيحي الإسلامي. من كبار آباء وقديسين هذه الكنيسة، مار إغناطيوس الأنطاكي ومار أفرام السرياني ومار كبرئيل ومار ميخائيل الكبيروالعلامة ابن العبري وغيرهم.
يربو عدد أبناء الكنيسة السريانية الأرثوذكسية اليوم على 7 مليون نسمة، حوالي 6 ملايين منهم في الهند، والبقية منتشرون في سوريا ولبنان والعراق والأردن والأراضي الفلسطينية المحتلة وتركيا ومصر وأوروبا وأمريكا الشمالية وأمريكا الجنوبية والوسطى وأستراليا ونيوزيلندا وتتألف الكنيسة في الوقت الحالي من 24 أبرشية عدا أبرشياتها في الهند.

## الديموغرافيا والانتشار

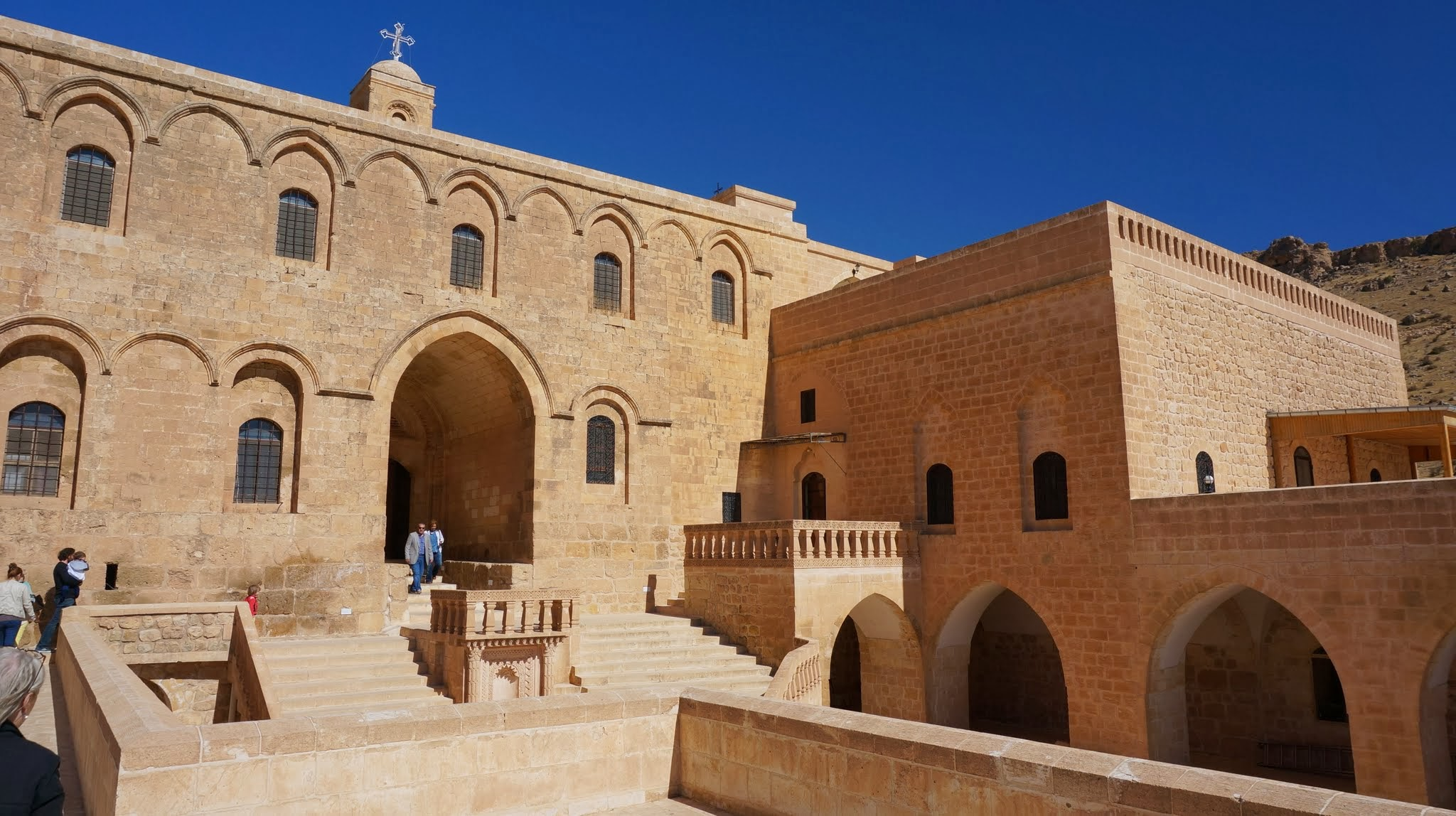
دير الزعفران في ماردين بطور عبدين التركية: كان مقر للكنيسة السريانية الأرثوذكسية من عام 1160 حتى عام 1933.

تأسست البطريركية في البداية في أنطاكية وانتشرت في ما يُعرف الآن بسوريا وتركيا والعراق وفلسطين التاريخية، بسبب الاضطهاد الروماني وتبعهم في ذلك الاضطهاد من قبل العرب المسلمون، انتقل مقر البطريركية إلى دير الزعفران في ماردين (1160-1933)؛ ونتيجة للإبادة الجماعية للسريان على يد القوات العثمانية انتقل مقر البطريرك فيما بعد إلى مدينة حمص (1933-1959)؛ ومن ثم إلى كاتدرائية القديس جاورجيوس السريانية الأرثوذكسية في دمشق منذ عام 1959. تاريخيًا، كان أتباع الكنيسة أساسًا من السريان الذين شكلوا السكان الأصليين قبل قدوم العرب إلى سوريا الحديثة والعراق وجنوب شرق تركيا. نتيجة لعوامل تاريخية مثل الإبادة الجماعية للسريان والهجرة الجماعية لسريان طور عابدين في عقد 1970 إلى السويد وألمانيا تحت ضغط المعارك الدائرة بين حزب العمال الكردستاني والجيش التركي، انتشر الشتات السرياني الذي يعود أصوله إلى بلاد الشام والعراق وتركيا في جميع أنحاء العالم، ولا سيما في السويد وألمانيا والمملكة المتحدة وهولندا والنمسا وفرنسا والولايات المتحدة وكندا وغواتيمالا والأرجنتين والبرازيل وأستراليا ونيوزيلندا.
ينقسم أعضاء الكنيسة إلى 26 أبرشية و13 نيابة بطريركية. وتُشير التقديرات إلى أن الكنيسة تضم 500,000 عضواً من الإثنية السريانية، بالإضافة إلى مليوني عضو في الكنيسة المسيحية السريانية اليعقوبية (مسيحيو مار توما) وشتاتهم الإثني في الهند. بالإضافة إلى ذلك، هناك أيضًا مجتمع سرياني بين المتحولين المايا في غواتيمالا.
يتزايد عدد السريان في تركيا بسبب فرار اللاجئين من سوريا والعراق هرباً من تنظيم الدولة الإسلامية (داعش)، وكذلك بسبب عودة السريان الأثرياء من الشتات والذين فروا من المنطقة في السابق خلال الصراع بين تركيا وحزب العمال الكردستاني منذ عام 1978 وقاموا بإعادة بناء منازلهم، منها على سبيل المثال قرية كفرو المأهولة بالسريان القادمين من ألمانيا وسويسرا.
في الشتات السرياني، هناك ما يقرب من 80,000 سرياني في الولايات المتحدة وحوالي 100,000 سرياني في ألمانيا وحوالي 80,000 سرياني في السويد وحوالي 15,000 سرياني في هولندا وحوالي 200,000 سرياني في كل من البرازيل وسويسرا والنمسا. في السويد يتركز وجودهم حالياً في بلدة سودرتاليا جنوب ستوكهولم التي يطلق عليها أحيانا تسمية «عاصمة الآشوريين في العالم». يُذكر أن الجالية الآشورية/السريانية/الكلدانية تعتبر من أنجح الجاليات المهاجرة في السويد. وتمتلك الجالية السريانية العديد من المدارس والمؤسسات الإجتماعية والثقافية في السويد فضلًا عن عدد من قنوات التلفزيون الناطقة باللغة السريانية مثل سوريويو سات وقناة سورويو؛ ونوادي كرة قدم مثل نادي آسيريسكا ونادي سيريانسكا. كما يتمركز السريان في شمال الراين-وستفاليا بألمانيا وحول مدينة أنشخيدي بهولندا وضاحية سارسيل بباريس.

## قائمة بأسماء البطاركة السريان في أنطاكية
انظر: قائمة البطاركة السريان في أنطاكية

## البطاركة السريان في العصر الحديث
| البطاركة السريان الأرثوذكس في العصر الحديث | البطاركة السريان الأرثوذكس في العصر الحديث | البطاركة السريان الأرثوذكس في العصر الحديث |
| الاسم                                      | الصورة                                     | نبذة |
| ------------------------------------------ | ------------------------------------------ | --- |
| إغناطيوس بطرس الرابع                       |                                            | البطريرك من 1872 - 1894 |
| إغناطيوس عبد المسيح الثاني                 |                                            | البطريرك من (1895-1905) عزل عام 1905 م بسبب مرضه. |
| إغناطيوس عبد الله الثاني                   |                                            | البطريرك من (1906-1915) |
| إغناطيوس إلياس الثالث                      |                                            | طالب المجتمع الدولي بضمان المستقبل القومي والديني للسريان حيث أوفد في 2 فبراير 1920 المطران (أفرام برصوم) رئيس مطرانية سوريا، على رأس وفد خاص يمثل (السريان) إلى (مؤتمر السلام) في كل من لندن وباريس ولوزان وجنيف، ليعرض عليه مذكرة من ست نقاط، تتضمن مطالب وحقوق السريان في بلاد ما بين النهرين |
| إغناطيوس أفرام الأول برصوم                 |                                            | البطريرك من (1933-1957) |
| إغناطيوس يعقوب الثالث                      |                                            | البطريرك من (1957-1980) |
| إغناطيوس زكا الأول عيواص                   |                                            | البطريرك من (1980-2014) |
| إغناطيوس أفرام الثاني كريم                 |                                            | البطريرك من (2014-الآن) |